# Chartella tenella
Chartella tenella is een mosdiertjessoort uit de familie van de Flustridae. De wetenschappelijke naam van de soort is, als Flustra tenella, voor het eerst geldig gepubliceerd in 1887 door Hincks.